# Piotr Ammosow
Piotr Wasiljewicz Ammosow (ros. Пётр Васильевич Аммосов, ur. 1907 w naslegu legojskim w ułusie borogonskim (obecnie w rejonie ałdanskim w Jakucji), zm. 1977) – radziecki działacz partyjny i państwowy w Jakucji, od 1948 do 1954 przewodniczący Prezydium Rady Najwyższej Jakuckiej ASRR.

## Życiorys
Początkowo pracował jako sekretarz komórki komsomolskiej, później jako sekretarz partyjnej komórki WKP(b) oraz w rejonowym komitecie partii w Olokminsku. Następnie w 1932 został I sekretarzem megino-kangałaskiego rejonowego komitetu WKP(b) (do 1936), po czym ukończył Wyższą Szkołę Propagandzistów przy KC WKP(b) i został sekretarzem Jakuckiego Komitetu Obwodowego Komsomołu, a później Jakuckiego Komitetu Obwodowego WKP(b), jednocześnie od 1931 do 1938 był członkiem Centralnego Komitetu Wykonawczego (CIK) Jakuckiej ASRR. Od 1938 do grudnia 1948 był III sekretarzem Komitetu Obwodowego WKP(b) w Jakucku, jednocześnie od lipca 1938 do 1947 przewodniczącym Rady Najwyższej Jakuckiej ASRR, a od grudnia 1948 do kwietnia 1954 przewodniczącym Prezydium Rady Najwyższej Jakuckiej ASRR. Był deputowanym do Rady Najwyższej ZSRR 3 kadencji oraz do Rady Najwyższej Jakuckiej ASRR od 1 do 3 kadencji i do Rady Najwyższej Rosyjskiej FSRR 1 kadencji, od 1954 do 1963 pracował w aparacie Rady Ministrów Jakuckiej ASRR, m.in. jako kierownik jej Wydziału Organizacyjnego, w 1964 przeszedł na emeryturę.